# Hiroki Nakayama
Hiroki Nakayama (中山 博貴 Nakayama Hiroki?), född 13 december 1985 i Kagoshima prefektur, är en japansk fotbollsspelare.
Nakayama började sin karriär 2004 i Kyoto Purple Sanga (Kyoto Sanga FC). Han spelade 221 ligamatcher för klubben. Han avslutade karriären 2015.